# مايكل كونسل
مايكل كونسل (بالألمانية: Michael Konsel)‏ (مواليد 6 مارس 1962) هو لاعب كرة قدم. يلعب مع منتخب النمسا لكرة القدم. سبق له أن لعب في كأس العالم لكرة القدم مع منتخب بلاده.

## مسيرته الكروية
لعب مايكل كونسل خلال مسيرته الاحترافية مع 3 أندية في ستة عشر موسمًا ولم يسجل خلالها أي هدف ضمن 450 مباراة. حيث فاز في ثلاثة مواسم بالكأس وفي ثلاثة مواسم بالدوري.
خاض مايكل كونسل مسيرته مع نادي رابيد فيينا في موسم 1984–85 ليلعب معه ثلاثة عشر موسمًا، مشاركًا في 395 مباراة ولم يسجل أي هدف. ثم انتقل إلى نادي روما في موسم 1997–98 ولمدة موسمين، حيث شارك في 40 مباراة ولم يسجل أي هدف أيضًا. لينتقل بعدها إلى نادي فينيزيا في موسم 1999–00 لمدة موسم واحد، مشاركًا في 15 مباراة ولم يسجل أي هدف أيضًا.

## روابط خارجية
- مايكل كونسل على موقع الاتحاد الدولي (مؤرشف)  (الإنجليزية)
- مايكل كونسل على موقع قاعدة بيانات كرة القدم.إي يو (الإنجليزية)
- مايكل كونسل على موقع ناشيونال فوتبول تيمز (الإنجليزية)
- مايكل كونسل على موقع عالم كرة القدم.نت (الإنجليزية)